# Odprto prvenstvo Anglije 1992
Odprto prvenstvo Anglije 1992 je teniški turnir za Grand Slam, ki je med 22. junijem in 5. julijem 1992 potekal v Londonu.

## Moški posamično
Andre Agassi :  Goran Ivanišević 6-7(8-10) 6-4 6-4 1-6 6-4

## Ženske posamično
Steffi Graf :  Monika Seleš 6-2 6-1

## Moške dvojice
John McEnroe /  Michael Stich :  Jim Grabb /  Richey Reneberg 5-7 7-6(7-5) 3-6 7-6(7-5) 19-17

## Ženske dvojice
Gigi Fernández /  Natalija Zverjeva :  Larisa Neiland /  Jana Novotná 6-4 6-1

## Mešane dvojice
Cyril Suk /  Larisa Neiland :  Jacco Eltingh /  Miriam Oremans 7-6(7-2) 6-2